# Desa Pendowo (administrativ by i Indonesien, lat -6,93, long 109,53)
Desa Pendowo är en administrativ by i Indonesien.   Den ligger i provinsen Jawa Tengah, i den västra delen av landet, 300 km öster om huvudstaden Jakarta.